# Borna Ćorić
Borna Ćorić (Zagabria, 14 novembre 1996) è un tennista croato.
Ha disputato nove finali nel circuito maggiore vincendone tre, tra cui spicca il Masters 1000 di Cincinnati nel 2022, torneo che ha conquistato come nº 152 del ranking ATP, la più bassa classifica con cui sia mai stato vinto un titolo di questa categoria. Il suo miglior risultato nelle prove del Grande Slam sono stati i quarti di finale agli US Open 2020, mentre il miglior ranking ATP è stata la 12ª posizione raggiunta nel novembre del 2018.
Nel 2013 ha esordito nella squadra croata di Coppa Davis, con cui ha vinto il trofeo nell'edizione 2018. Ha inoltre vinto la Hopman Cup 2023 insieme alla connazionale Donna Vekić. Tra gli juniores ha vinto gli US Open 2013 e ha raggiunto il primo posto nella classifica mondiale di categoria.

## Carriera

### Juniores
Tra gli juniores ottiene ottimi risultati e si fa notare già al Trofeo Bonfiglio del 2012, quando a quindici anni raggiunge le semifinali prima di arrendersi a Gianluigi Quinzi; Nell'ottobre successivo vince il suo primo titolo di Grade A imponendosi in doppio nella Osaka Mayor's Cup. Il salto di qualità arriva l'anno successivo, al primo Slam stagionale in Australia raggiunge le semifinali e viene sconfitto da Thanasi Kokkinakis, ripetendo poi il risultato al Roland Garros, dove cede a Cristian Garín. In settembre vince il titolo juniores agli US Open prendendosi la rivincita su Kokkinakis, battuto in tre set in finale, grazie a questo risultato raggiunge la vetta della classifica mondiale di categoria. Il torneo newyorkese è l'ultimo giocato tra gli juniores, e chiude l'esperienza dopo aver vinto 5 titoli in singolare e 2 in doppio.

### 2012-2013: inizi tra i professionisti, primi titoli ITF ed esordio in Coppa Davis

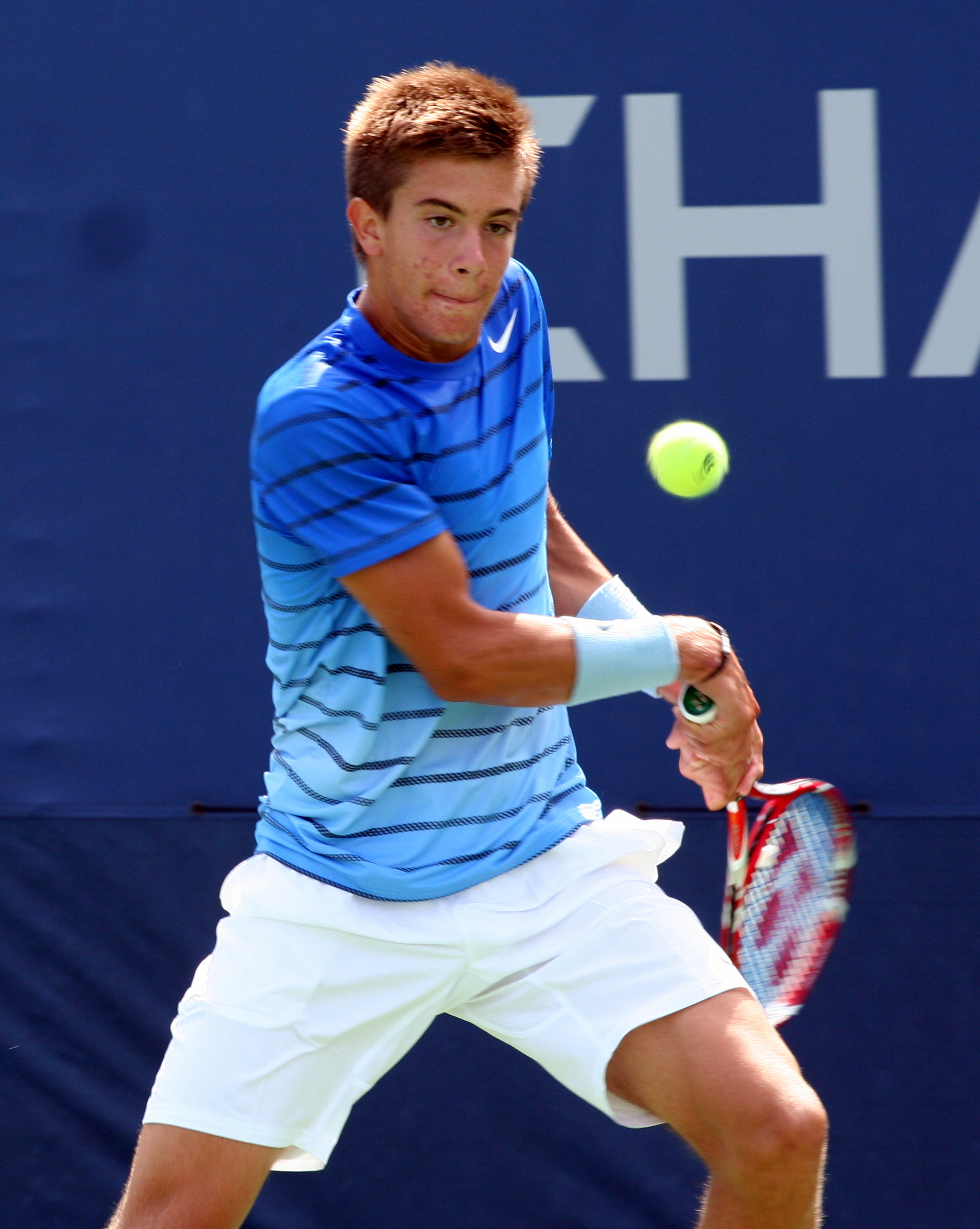
Borna Ćorić nel 2013

Fa le sue prime apparizioni tra i professionisti nel circuito ITF Futures e vince i primi incontri nel febbraio 2012. Nell'aprile 2013 alza il suo primo trofeo da professionista vincendo il titolo in singolare al torneo Futures Great Britain F9, e nell'arco della stagione si impone in altre quattro finali Futures. A luglio debutta nel circuito maggiore con una sconfitta in tre set contro Horacio Zeballos nel torneo ATP di Umago, un match nel quale comunque mostra ottime qualità. A settembre fa il suo esordio in Coppa Davis con la squadra croata e viene sconfitto al primo incontro da Andy Murray. In novembre disputa per la prima volta un torneo Challenger a Yokohama e raggiunge i quarti di finale.

### 2014: vittoria su Nadal, primo titolo Challenger, prima semifinale ATP e top 100 del ranking
Il 4 aprile 2014 vince il suo primo match di Coppa Davis battendo al quinto set il numero 21 del mondo Jerzy Janowicz nella sfida vinta 3-1 con la Polonia; consegue così il suo primo successo su un top 100 del ranking e contribuisce al passaggio del turno della Croazia. Subito dopo gioca il suo ultimo torneo ITF. A luglio vince il suo primo incontro nel circuito maggiore al torneo ATP di Umago superando in due set Édouard Roger-Vasselin, si spinge fino ai quarti di finale e viene sconfitto da Fabio Fognini. Il mese dopo supera per la prima volta le qualificazioni in un torneo del Grande Slam agli US Open, al primo turno del tabellone principale concede solo 7 giochi al nº 27 ATP Lukas Rosol e viene eliminato al secondo da Víctor Estrella Burgos.
Il 21 settembre vince il suo primo titolo dell'ATP Challenger Tour a Smirne battendo in finale Malek Jaziri con il punteggio di 6-1 6-7 6-4; a fine torneo porta il miglior ranking al 140º posto. Il 24 ottobre 2014, nei quarti di finale del torneo ATP 500 di Basilea ottiene la sua prima vittoria contro uno dei primi dieci giocatori del mondo, sconfiggendo per 6-2, 7-6 il nº 3 del ranking Rafael Nadal. Verrà poi eliminato in semifinale da David Goffin in tre set. L'ottimo torneo disputato gli consente di approdare per la prima volta in carriera nella top 100 della classifica mondiale, al 93º posto. Il 5 novembre i colleghi dell'ATP gli assegnano il premio all'esordiente dell'anno, riservato al giocatore più giovane della Top 100.

### 2015: due semifinali ATP e 33º nel ranking

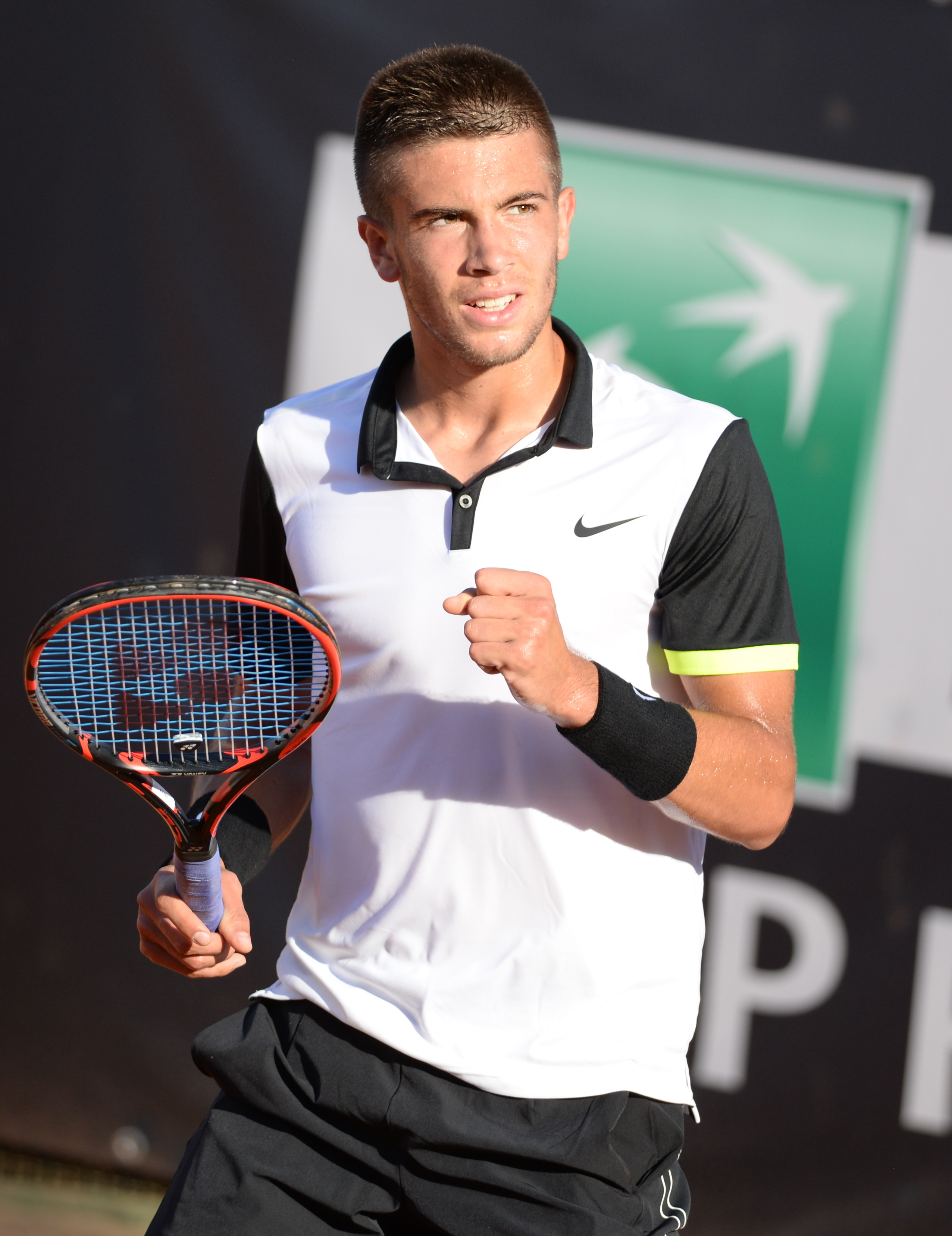
Borna Ćorić nel 2015

Nel 2015 si conferma uno dei più promettenti tennisti del circuito: è l'anno in cui per la prima volta prende parte a tutti gli Slam ed entra tra i primi 40 della classifica mondiale. Eliminato al primo turno al suo esordio agli Australian Open, all'ATP 500 dei Dubai Tennis Championships ottiene la sua seconda vittoria in carriera contro un top ten, sconfiggendo nei quarti di finale il nº 3 del mondo Andy Murray con il punteggio di 6-1 6-3; perderà il giorno seguente in semifinale contro il nº 2 Roger Federer. In primavera debutta anche nei tornei Masters 1000 raggiungendo il secondo turno a Indian Wells e Miami, mentre viene eliminato al primo turno a Montecarlo.
Dopo aver raggiunto i quarti all'Estoril, non supera le qualificazioni agli Internazionali d'Italia e raggiunge la seconda semifinale stagionale a Nizza, nella quale viene sconfitto da Leonardo Mayer. Alla sua prima partecipazione al Roland Garros si spinge fino al terzo turno superando Querrey e lo specialista della terra battuta Robredo, prima di perdere nuovamente contro Mayer. A Wimbledon esce di scena al secondo turno per mano di Seppi, che si impone al quinto set. Con i quarti di finale raggiunti a Umago porta il miglior ranking alla 33ª posizione mondiale.
La seconda metà dell'anno è più avara di soddisfazioni, raggiunge il secondo turno al Cincinnati Open e i quarti di finale a Winston-Salem, mentre al debutto agli US Open viene eliminato al primo turno in quattro set da Nadal. Subito dopo vince il suo secondo titolo Challenger a Barranquilla e contribuisce con due successi nel play-off di Coppa Davis contro il Brasile alla permanenza della Croazia nel Gruppo mondiale. Eliminato al secondo turno nei Masters 1000 di Shangai e Parigi, chiude la stagione alla 44ª posizione mondiale.

### 2016: prime finali ATP e finale in Coppa Davis

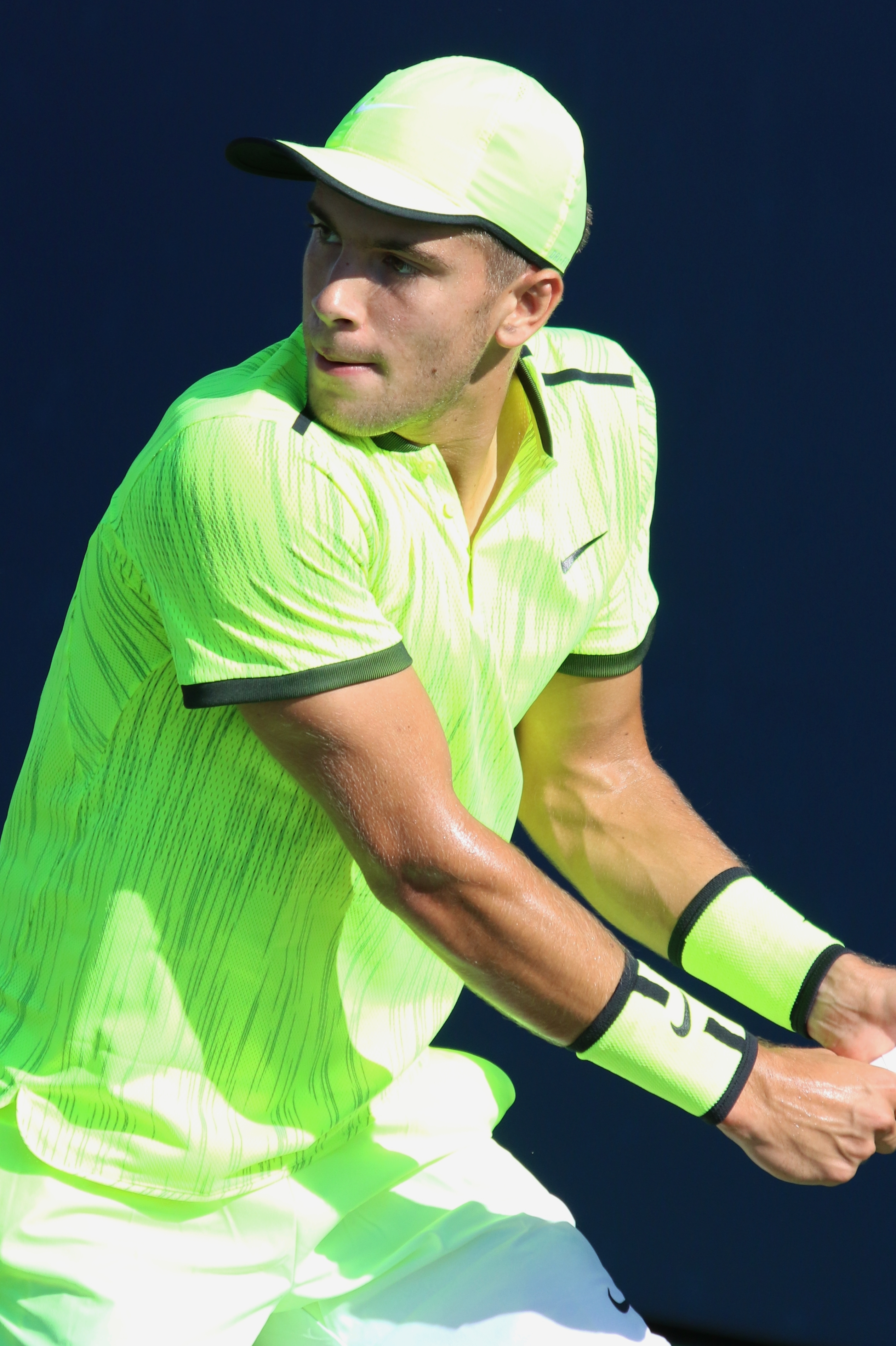
Borna Ćorić agli US Open nel 2016

Il 2016 si apre con la sua prima finale in carriera nel circuito ATP a Chennai, sconfigge tra gli altri Roberto Bautista Agut e nel match che assegna il titolo cede al nº 4 del mondo Stan Wawrinka per 6-3, 7-5. Eliminato al primo turno degli Australian Open, supera un turno negli ATP 500 di Rotterdam e Dubai e contribuisce alla vittoria in Davis in Belgio superando nell'incontro decisivo Coppejans, dopo aver perso il primo singolare con Goffin. Raggiunge poi il terzo turno nel Masters 1000 di Indian Wells, dove elimina Pouille e Bellucci prima di cedere al nº 7 del mondo Berdych.
Ad aprile raggiunge la seconda finale ATP a Marrakech, dove approfitta del ritiro di Bolelli, supera Mathieu e Veselý prima di cedere a Delbonis per 6-2, 6-4. Dopo aver nuovamente disputato i quarti all'Estoril, come l'anno precedente raggiunge il terzo turno al Roland Garros con le vittorie su Fritz e Tomić prima della sconfitta subita contro Bautista Agut. Eliminato al primo turno a Wimbledon, nei quarti di finale di Davis giocati fuori casa contro gli Stati Uniti, perde il primo singolare contro John Isner e regala alla Croazia l'accesso alla semifinale vincendo l'incontro decisivo contro Jack Sock. Fa quindi il suo esordio olimpico ai Giochi di Rio de Janeiro e perde al primo turno.
Agli ottavi di finale a Cincinnati ottiene il terzo successo in carriera contro un top 10 sconfiggendo Nadal con un perentorio 6-1, 6-3, prima di essere costretto al ritiro contro Čilić per un problema al ginocchio nel suo primo quarto di finale in un Masters 1000. Dopo l'eliminazione al primo turno agli US Open, nella semifinale di Davis vinta a Zara contro la Francia viene battuto da Gasquet. Subito dopo è costretto a interrompere la stagione per sottoporsi a un intervento chirurgico al ginocchio, non potrà così prendere parte alla finale di Davis a Zagabria persa contro l'Argentina.

### 2017: primo titolo ATP

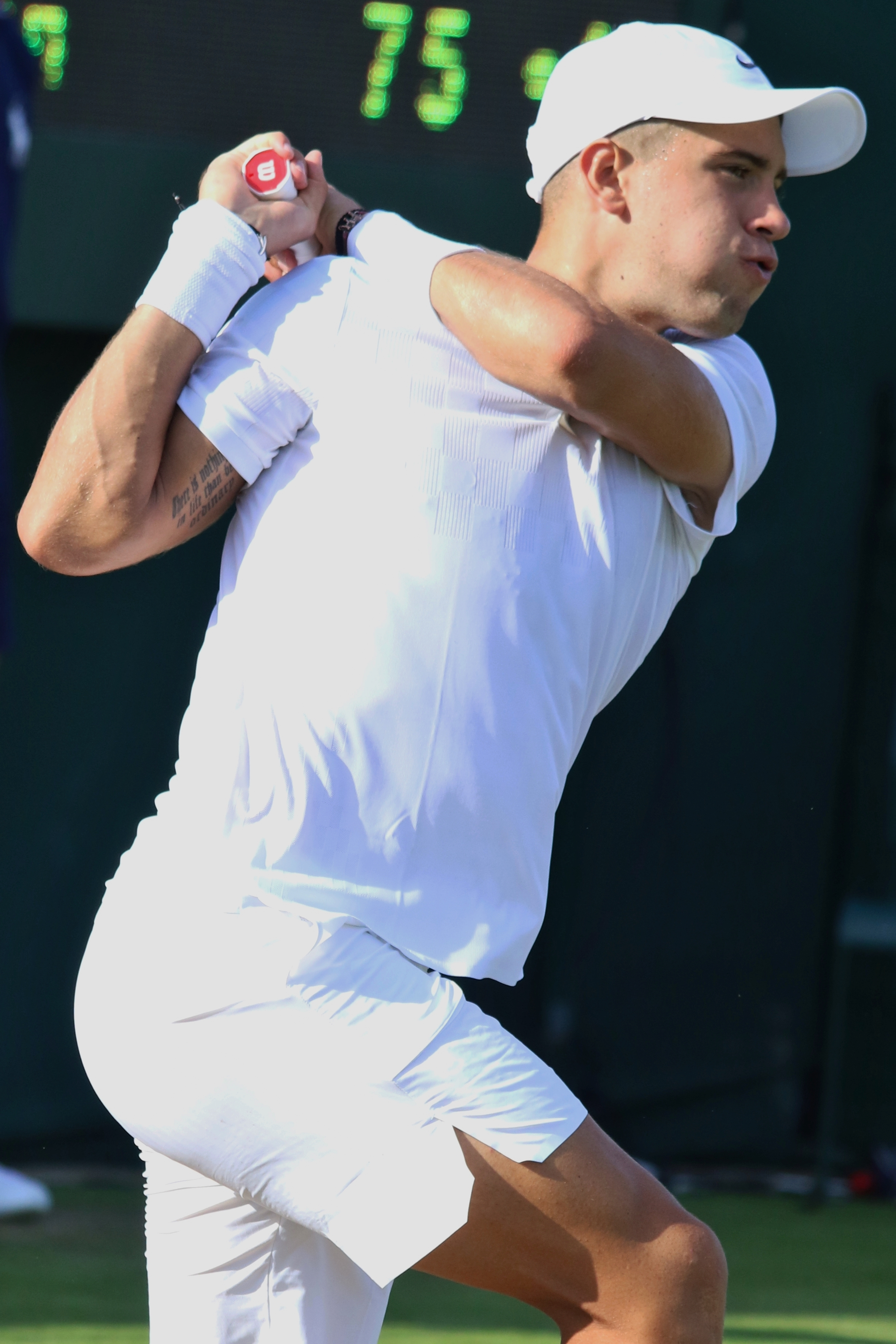
Borna Ćorić a Wimbledon nel 2017

Torna alle competizioni all'inizio del 2017 ed esce al primo turno a Chennai. Vince il primo match stagionale a metà febbraio a Rotterdam contro Chačanov prima di essere eliminato da Čilić. A Miami elimina Granollers e il nº 8 del mondo Thiem, cedendo poi al tie break decisivo contro Mannarino al terzo turno. Il 16 aprile 2017 vince il suo primo titolo del circuito maggiore all'ATP 250 di Marrakech battendo in finale Philipp Kohlschreiber con il punteggio di 5-7, 7-6, 7-5. Al Madrid Open fallisce le qualificazioni, ma grazie al ritiro di Richard Gasquet entra in tabellone come lucky loser. Dopo aver superato Miša Zverev e Pierre-Hugues Herbert, al terzo turno coglie la sua prima vittoria contro un nº 1 del mondo, battendo Andy Murray con un doppio 6-3. Raggiunge così per la prima volta i quarti di finale in un Masters 1000 e viene eliminato in due set da Dominic Thiem. Torna poi in campo a Lione e viene sconfitto da Nikoloz Basilašvili.
Al Roland Garros viene eliminato al secondo turno da Steve Johnson. Esce quindi al primo turno sia al torneo di Adalia che a Wimbledon. A Montreal viene sconfitto al secondo turno da Rafael Nadal  e a Cincinnati perde al primo turno contro Basilashvili. Torna a disputare i quarti di finale a Winston-Salem battendo Donald Young e John Isner, prima di arrendersi a Jan-Lennard Struff. Agli US Open elimina Jiří Veselý al primo turno e al secondo il nº 6 del mondo Alexander Zverev, sconfitto in quattro set, e al terzo turno raccoglie solo 9 giochi contro Kevin Anderson. A fine stagione perde al secondo turno a Basilea e al Paris Masters contro Čilić. Si qualifica per le Next Generation ATP Finals di Milano come testa di serie nº 4, arriva in semifinale eliminando Karen Chačanov, Daniil Medvedev e Jared Donaldson e viene sconfitto da Andrej Rublëv in tre set. Chiude l'annata al 48º posto della classifica ATP.

### 2018: primo titolo ATP 500, prima finale Masters 1000, nº 12 del ranking e trionfo in Coppa Davis

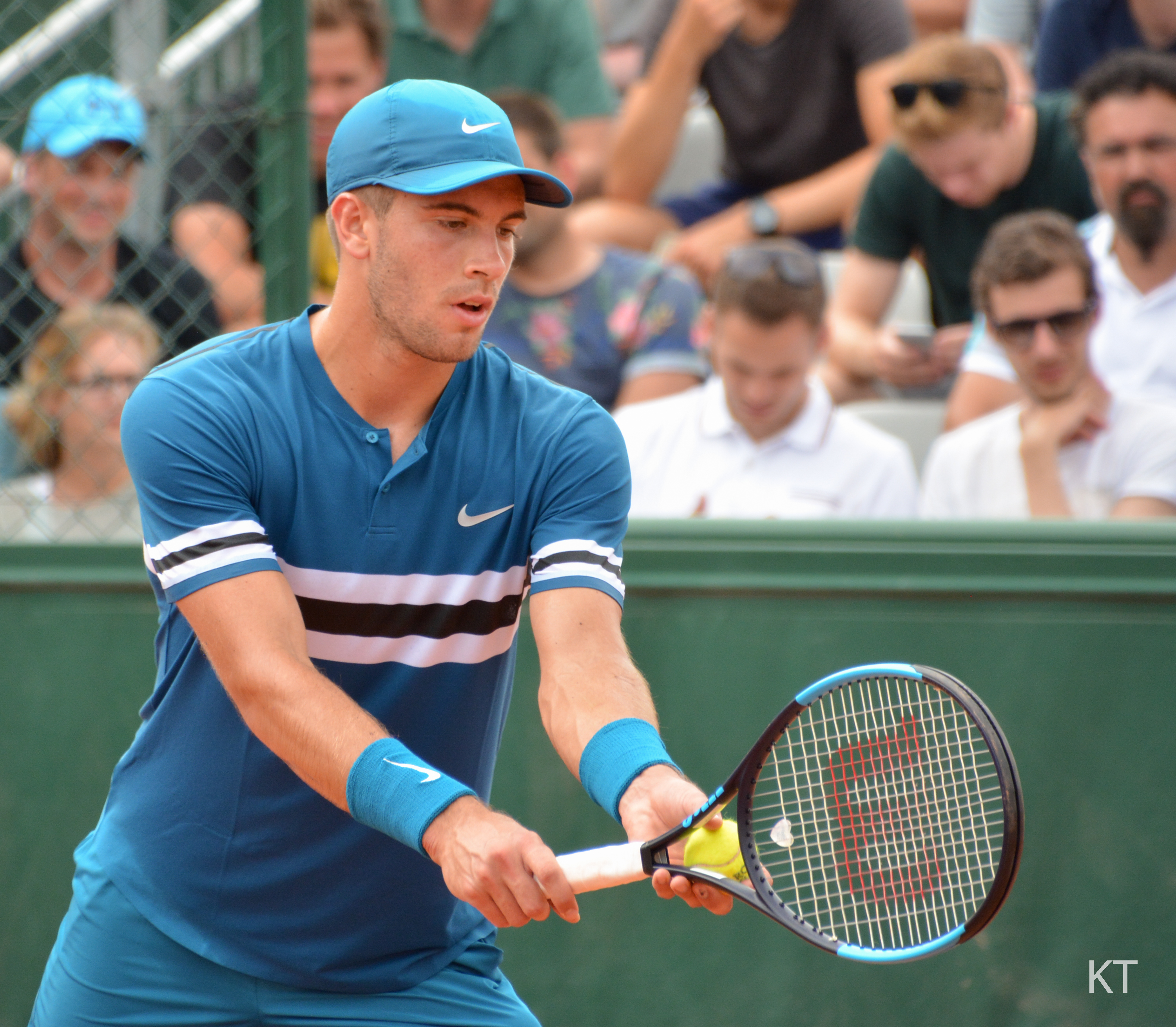
Borna Ćorić al Roland Garros nel 2018

Fa il suo esordio stagionale a Doha e al primo turno elimina il nº 10 del mondo Pablo Carreño Busta, raggiunge i quarti e viene di nuovo sconfitto da Rublev. Esce di nuovo al primo turno agli Australian Open, torna protagonista nel primo turno di Coppa Davis vinto 3-1 contro il Canada imponendosi in entrambi i singolari. Esce nei quarti anche a Dubai a Indian Wells raggiunge per la prima volta la semifinale in un Masters 1000 battendo nei quarti di finale al tie-break decisivo il nº 9 del mondo Kevin Anderson; viene eliminato dal nº 1 Roger Federer, che si impone con il punteggio di 5-7, 6-4, 6-4. Al successivo Miami Open esce nei quarti di finale per mano di Alexander Zverev. Perde quindi il primo singolare contro Michail Kukuškin nella sfida vinta 3-1 contro il Kazakistan. I risultati più significativi dei tornei primaverili su terra battuta sono i terzi turni raggiunti a Madrid e al Roland Garros, dove viene eliminato rispettivamente da Dominic Thiem e Diego Schwartzman.
Il 24 giugno vince sull'erba di Halle il suo secondo titolo in carriera, il primo di categoria 500; al primo turno elimina in due set il nº 3 del mondo Alexander Zverev e vince la finale contro il nº 1 del mondo Roger Federer con il punteggio di 7–6(6), 3-6, 6-2, risultato con cui entra nella top 20 del ranking. Eliminato al turno di esordio a Wimbledon, inizia la stagione sul cemento americano con le eliminazioni al secondo turno nei Masters 100 di Toronto e Cincinnati, sconfitto rispettivamente da Marin Čilić e Nick Kyrgios. Agli US Open 2018 raggiunge per la prima volta in carriera gli ottavi di finale in un Grande Slam, e viene eliminato dal futuro finalista e nº 3 del mondo Juan Martín del Potro. Sempre a settembre risulta decisivo nella semifinale di Coppa Davis a Zara contro gli Stati Uniti, nel primo singolare ha la meglio su Steve Johnson e soprattutto battendo in rimonta al quinto set Frances Tiafoe nell'ultimo match, regalando alla Croazia il punto del 3-2 e l'accesso alla finale.
A ottobre raggiunge la prima finale in un Masters 1000 a Shanghai, dopo aver battuto nuovamente Roger Federer in semifinale in poco più di un'ora e in due set; nell'ultimo atto viene sconfitto dal nº 3 del mondo Novak Đoković con il punteggio di 6-3, 6-4. L'ottimo risultato gli fa guadagnare sei posizioni in classifica e di portare il best ranking al 13º posto mondiale. Dopo essersi ritirato per infortunio nel match dei quarti di finale a Vienna contro Anderson, negli ottavi di finale al Masters 1000 di Parigi perde in tre set contro il nº 8 ATP Dominic Thiem.  A fine torneo sale al 12º posto mondiale, miglior ranking in carriera. Chiude la sua migliore stagione con il trionfo in Coppa Davis nella finale contro la Francia a Villeneuve-d'Ascq, vince in tre set il primo singolare contro Jérémy Chardy e i successi di Čilić fissano il punteggio finale di 3-1 per la Croazia, che conquista per la seconda volta il trofeo dopo quello vinto nel 2005 contro la Slovacchia.

### 2019: una finale ATP e ottavi di finale agli Australian Open
Inizia la nuova stagione vincendo i suoi primi incontri in carriera agli Australian Open; elimina in tre set  Steve Darcis e Márton Fucsovics, e dopo il successo in 4 set su Filip Krajinović viene sconfitto al quarto set da Lucas Pouille. Eliminato al primo turno a Marsiglia, a Dubai supera al tie break del terzo set Jiří Veselý, Tomáš Berdych e Nikoloz Basilašvili, raggiungendo così la semifinale dove viene sconfitto nettamente da Roger Federer, futuro campione. Esce al primo turno anche a Indian Wells, mentre a Miami lascia il torneo nei quarti di finale per mano di Félix Auger-Aliassime. Raggiunge i quarti di finale anche a Monte Carlo eliminando Hubert Hurkacz, Jaume Munar e Pierre-Hugues Herbert, e viene sconfitto in rimonta al terzo set dal futuro vincitore Fabio Fognini. Dopo le premature uscite di scena a Budapest e Madrid, supera a Roma Auger-Aliassime e Cameron Norrie. Negli ottavi di finale cede nuovamente a Roger Federer in tre set. Al terzo turno del Roland Garros viene eliminato da Jan-Lennard Struff, che si impone per 11-9 al quinto set.
Inaugura la stagione sull'erba a 's-Hertogenbosch e si spinge fino alla semifinale prima di arrendersi al futuro vincitore Adrian Mannarino. Ad Halle è chiamato a difendere il titolo conquistato l'anno precedente ma si ritira nei quarti di finale contro Pierre-Hugues Herbert dopo aver perso il primo set. L'infortunio addominale subìto in Germania lo costringe a rinunciare a Wimbledon. Si ritira a Umago durante il match di primo turno. Eliminato al secondo turno a Montréal e all'esordio a Cincinnati, agli US Open dà forfait prima dell'incontro di secondo turno. Torna in campo a San Pietroburgo e raggiunge la finale con i successi su Casper Ruud e in semifinale su João Sousa, prima di cedere in due set a Daniil Medvedev. La settimana successiva a Zhuhai viene eliminato in tre set nei quarti di finale dal futuro campione Alex de Minaur. Subisce poi quattro sconfitte consecutive al primo turno nei tornei successivi. Alla fase finale di Coppa Davis, che si svolge con il nuovo formato che prevede una fase a gironi, viene sconfitto in tre set da Karen Chačanov nell'unico incontro disputato. Chiude la stagione al 28º posto della classifica.

### 2020: quarti di finale agli US Open e una finale ATP
Inizia la stagione alla nuova ATP Cup con il successo in singolare sul nº 4 del mondo Dominic Thiem in tre set, perde poi gli altri due incontri contro Hubert Hurkacz e Diego Schwartzman. Sconfitto al primo turno agli Australian Open e a Buenos Aires, al Rio Open raggiunge la semifinale stagionale e viene sconfitto da Cristian Garín.
Dopo il lungo stop dovuto alla pandemia di COVID-19 torna in campo al Cincinnati Open e al secondo turno cede al nº 10 del mondo David Goffin. Agli US Open sconfigge al terzo turno il nº 6 del mondo Stefanos Tsitsipas nel tie-break decisivo, con il successo negli ottavi su Jordan Thompson raggiunge i quarti di finale in uno Slam per la prima volta in carriera e viene sconfitto in 4 set da Alexander Zverev dopo aver vinto il primo. Sconfitto al secondo turno degli Internazionali d'Italia da Stefano Travaglia, non va oltre il primo turno al Roland Garros. Torna in campo a San Pietroburgo, eccezionalmente ATP 500, e raggiunge la sua seconda finale consecutiva del torneo, persa contro Andrej Rublëv con il punteggio di 7-6, 6-4.

### 2021: operazione alla spalla, lunga convalescenza e crollo nel ranking
Apre la stagione 2021 al torneo ATP 250 di Melbourne e viene sconfitto nei quarti di finale dal futuro campione Daniel Evans. Agli Australian Open esce al secondo turno per mano del nº 192 ATP Mackenzie McDonald. A marzo raggiunge senza perdere alcun set la semifinale all'ATP 500 di Rotterdam con i successi su Dušan Lajović e Kei Nishikori e viene battuto da Márton Fucsovics. Un infortunio alla spalla lo costringe subito dopo a chiudere in anticipo la stagione e a sottoporsi a maggio a un intervento chirurgico. Affronta quindi un lungo percorso di riabilitazione e scende progressivamente nel ranking.

### 2022: primo titolo Masters 1000 e rientro nella top 25

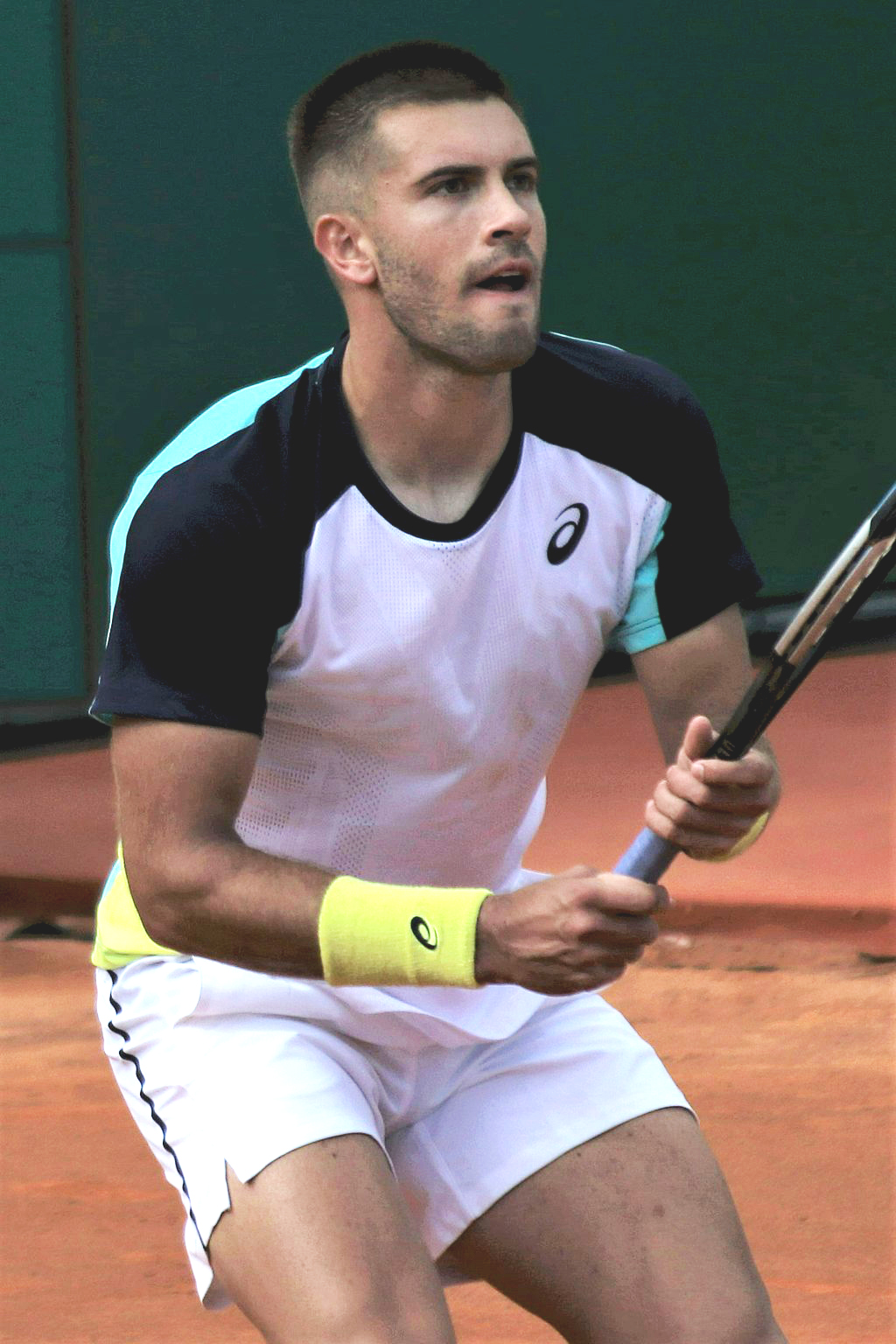
Borna Ćorić a Monte Carlo nel 2022

Nel febbraio 2022 esce dalla top 100 per la prima volta dal dicembre 2014. Nel marzo successivo fa il suo rientro nel circuito a Indian Wells dopo un anno esatto dall'ultimo incontro disputato e al 167º posto del ranking, viene eliminato al primo turno da Alejandro Davidovich Fokina dopo aver vinto il primo set. Vince il primo incontro dopo l'infortunio battendo Fernando Verdasco al Masters di Miami e al secondo turno perde in tre set contro Alexander Zverev. Subisce quindi quattro sconfitte consecutive al primo turno nei tornei successivi, tra cui i Masters di Monte Carlo, Madrid e Roma, e scende al 278º posto nel ranking. Torna a vincere un incontro al Roland Garros e al secondo turno perde seccamente contro Grigor Dimitrov. Si dedica quindi ai tornei Challenger e, dopo i negativi risultati dei primi due tornei, vince il primo titolo dopo l'infortunio al Challenger 125 di Parma con il successo in finale su Elias Ymer e rientra nella top 200. Sale quindi al 147º posto raggiungendo i quarti di finale all'ATP 500 di Amburgo, dove elimina Laslo Đere e Tallon Griekspoor ed è costretto al ritiro durante il match con Alex Molčan. Rientra dopo due settimane al Masters 1000 di Montréal e perde all'esordio contro Marin Čilić.
Torna a sfoggiare il suo tennis migliore vincendo il successivo Masters di Cincinnati, torneo che disputa come nº 152 della classifica mondiale usufruendo del ranking protetto; dopo il successo sul nº 33 ATP Lorenzo Musetti, al secondo turno sconfigge per la terza volta su cinque incontri il nº 3 del mondo Rafael Nadal, imponendosi con il punteggio di 7-6, 4-6, 6-3. Sarà l'unico set perso in tutto il torneo, al turno successivo concede 5 giochi al nº 19 ATP Roberto Bautista Agut, nei quarti elimina il nº 9 mondiale Félix Auger-Aliassime e in semifinale il nº 11 Cameron Norrie, vittorie con cui accede alla prima finale ATP dopo quasi due anni e la seconda in assoluto in un Masters 1000. Si aggiudica il primo torneo in questa categoria e il terzo in carriera nel circuito ATP superando il nº 7 del mondo Stefanos Tsitsipas per 7-6, 6-2 e diventa il giocatore con il ranking più basso ad aver vinto un torneo Masters 1000, record che apparteneva a Roberto Carretero con il successo all'ATP German Open 1996 come nº 143 del ranking. A fine torneo Ćorić guadagna 123 posizioni nella classifica mondiale e raggiunge la 29ª.
Non si ripete agli US Open, dove esce al secondo turno per mano di Jenson Brooksby. Vince due dei tre singolari disputati nel round-robin delle fasi finali di Coppa Davis e la Croazia passa ai quarti. All'ATP 500 di Tokyo accede ai quarti con i successi su Thanasi Kokkinakis e Brandon Nakashima, e viene eliminato da Denis Shapovalov; a fine torneo sale al 25º posto mondiale. Si spinge fino alla semifinale nel successivo 500 di Vienna battendo il nº 5 del mondo Stefanos Tsitsipas e il nº 11 Hubert Hurkacz e viene nuovamente eliminato da Shapovalov. Chiude la stagione in Coppa Davis, vince entrambi i singolari disputati nei quarti contro Roberto Bautista Agut e contro Thanasi Kokkinakis in semifinale, ma è l'Australia che accede alla finale vincendo 2-1 la sfida con la Croazia. Risalito nel corso della stagione dal 278º al 26º posto mondiale, a dicembre riceve il premio ATP per il miglior ritorno dell'anno.

### 2023: una semifinale Masters 1000, rientro nella top 20
Inizia la stagione con la United Cup, vince in singolare contro Francisco Cerúndolo e Arthur Rinderknech e la Croazia ha accesso alla fase successiva. Viene quindi sconfitto da Stefanos Tsitsipas ed è la Grecia a passare in semifinale. Eliminato al primo turno agli Australian Open, si impone in entrambi i singolari nella qualificazione di Coppa Davis vinta 3-1 contro l'Austria. Torna nella top 20 con i quarti di finale raggiunti a Montpellier e si spinge fino ai quarti anche al successivo ATP 500 di Dubai. Esce al turno di esordio nei successivi 4 tornei, tra cui i 2 Masters 1000 statunitensi di marzo e Monte Carlo. Si riscatta raggiungendo per la prima volta la semifinale al Masters di Madrid, elimina tra gli altri Hubert Hurkacz e Alejandro Davidovich Fokina prima di cedere in due set al nº 2 del mondo Carlos Alcaraz.
Anche a Roma ottiene il miglior risultato da inizio carriera arrivando nei quarti ed esce di scena per mano di Stefanos Tsitsipas. Torna a disputare il terzo turno al Roland Garros e viene eliminato da Tomás Martín Etcheverry, risultato con cui risale alla 14ª posizione mondiale. Esce al primo turno nei tre tornei disputati sull'erba, compreso Wimbledon. Nella trasferta americana di fine estate si spinge fino alle semifinali a Los Cabos e Winston-Salem, mentre l'uscita al secondo turno a Cincinnati gli fa perdere 13 posizioni nel ranking. Non supera il primo turno agli US Open e subito chiude la stagione, afflitto da problemi al gomito che si trascinava da alcuni mesi; a fine anno scende al 37º posto mondiale.

### 2024, una finale ATP e discesa nel ranking
Inizia la stagione perdendo contro Casper Ruud nel round robin della United Cup, vince il match contro Tallon Griekspoor e la Croazia viene eliminata. Non va oltre il primo turno agli Australian Open e perde le finali al Challenger BW Open contro Leandro Riedi e all'ATP di Montpellier contro Aleksandr Bublik. Nella seconda parte della stagione gioca sia nei tornei ATP che nei Challenger con scarso successo, supera il secondo turno solo in agosto al Winston-Salem Open e in un torneo Challenger di fine anno e scende in classifica.

### 2025, discesa nel ranking e risalita con quattro titoli Challenger
Il momento negativo continua a inizio 2025, supera Félix Auger-Aliassime al primo match di United Cup e perde i quattro successivi, tra cui quello agli Australian Open. Già a fine gennaio esce dalla top 100 e a febbraio scende al 145º posto. Risale nel ranking vincendo a marzo tre Challenger 75 consecutivi a Lugano, Thionville e Zara, e ritorna nella top 100. A maggio si impone nel Challenger 175 Open du Pays d'Aix superando in finale Stan Wawrinka. Nel periodo successivo gioca solo l'incontro perso nelle qualificazioni del Roland Garros.

## Caratteristiche tecniche
Benché sia un mancino naturale, utilizza la mano destra per colpire di dritto, mentre ha il rovescio bimane. Considera le proprie armi migliori il rovescio, il servizio e la solidità mentale. Dopo avere raggiunto il 33º posto mondiale nel 2015, fino al 2018 non ha compiuto quei progressi che gli venivano pronosticati; in seguito ha fatto sapere che i precoci buoni risultati lo avevano distratto in quel periodo, dava per scontato di potersi migliorare automaticamente, aveva perso la necessaria concentrazione e non si era allenato a dovere. Ha infatti ottenuto i suoi migliori risultati nei periodi in cui si è allenato con intensità e ha mantenuto alta la concentrazione.

## Statistiche

### Singolare

#### Vittorie (3)
| Legenda              |
| Grande Slam (0)      |
| ATP Finals (0)       |
| ATP Masters 1000 (1) |
| ATP Tour 500 (1)     |
| ATP Tour 250 (1)     |

| N. | Data           | Torneo                          | Superficie  | Avversario in finale  | Punteggio        |
| 1. | 16 aprile 2017 | Grand Prix Hassan II, Marrakech | Terra rossa | Philipp Kohlschreiber | 5-7, 7-6(3), 7-5 |
| 2. | 24 giugno 2018 | Halle Open, Halle               | Erba        | Roger Federer         | 7-6(6), 3-6, 6-2 |
| 3. | 21 agosto 2022 | Cincinnati Open, Cincinnati     | Cemento     | Stefanos Tsitsipas    | 7-6(0), 6-2      |

#### Finali perse (6)
| Legenda              |
| Grande Slam (0)      |
| ATP Finals (0)       |
| ATP Masters 1000 (1) |
| ATP Tour 500 (1)     |
| ATP Tour 250 (4)     |

| N. | Data              | Torneo                                   | Superficie  | Avversario in finale | Punteggio     |
| 1. | 10 gennaio 2016   | Chennai Open, Chennai                    | Cemento     | Stan Wawrinka        | 3-6, 5-7      |
| 2. | 10 aprile 2016    | Grand Prix Hassan II, Marrakech          | Terra rossa | Federico Delbonis    | 2-6, 4-6      |
| 3. | 14 ottobre 2018   | Shanghai Masters, Shanghai               | Cemento     | Novak Đoković        | 3-6, 4-6      |
| 4. | 22 settembre 2019 | St. Petersburg Open, San Pietroburgo     | Cemento (i) | Daniil Medvedev      | 3-6, 1-6      |
| 5. | 18 ottobre 2020   | St. Petersburg Open, San Pietroburgo (2) | Cemento (i) | Andrej Rublëv        | 6(5)-7, 4-6   |
| 6. | 4 febbraio 2024   | Open Sud de France, Montpellier          | Cemento (i) | Aleksandr Bublik     | 7–5, 2–6, 3–6 |

### Tornei minori

#### Singolare

##### Vittorie (12)
| Legenda tornei minori |
| Challenger (7)        |
| ITF (5)               |

| N.  | Data              | Torneo                              | Superficie  | Avversario in finale   | Punteggio           |
| 1.  | 28 aprile 2013    | Great Britain F9, Bournemouth       | Terra rossa | Daniel Cox             | 6(4)-7, 6-4, 6-3    |
| 2.  | 18 agosto 2013    | Turkey F32, Smirne                  | Cemento     | Enzo Couacaud          | 6(0)-7, 7-6(1), 7-5 |
| 3.  | 25 agosto 2013    | Turkey F33, Smirne                  | Cemento     | Tucker Vorster         | 6-4, 6-4            |
| 4.  | 20 ottobre 2013   | Nigeria F1, Lagos                   | Cemento     | Ante Pavić             | 6-4, 6-3            |
| 5.  | 30 dicembre 2013  | Turkey F51, Istanbul                | Cemento (i) | Baris Erguden          | 6-4, 3-6, 6-4       |
| 6.  | 21 settembre 2014 | Izmir Cup, Smirne                   | Cemento     | Malek Jaziri           | 6-1, 6(7)-7, 6-4    |
| 7.  | 13 settembre 2015 | Open Barranquilla, Barranquilla     | Terra rossa | Rogério Dutra da Silva | 6-4, 6-1            |
| 8.  | 19 giugno 2022    | Emilia-Romagna Tennis Cup, Parma    | Terra rossa | Elias Ymer             | 7-6(4), 6-0         |
| 9.  | 2 marzo 2025      | Challenger Lugano, Lugano           | Cemento (i) | Raphaël Collignon      | 6-3, 6-1            |
| 10. | 9 marzo 2025      | Thionville Open, Thionville         | Cemento (i) | Arthur Bouquier        | 6-4, 6-4            |
| 11. | 23 marzo 2025     | Zadar Open, Zara                    | Terra rossa | Valentin Royer         | 3-6, 6-2, 6-3       |
| 12. | 4 maggio 2025     | Open du Pays d'Aix, Aix-en-Provence | Terra rossa | Stan Wawrinka          | 6(5)-7, 6-3, 7-6(4) |

## Risultati in progressione
| V | F | SF | QF | #T | RR | Q# | A | Z# | PO | O | F-A | SF-B | ND |

(V) Torneo vinto; raggiunto (F) finale, (SF) semifinale, (QF) quarti di finale, (#T) turni 4, 3, 2, 1; (RR) round - robin; (Q#) Turno di qualificazione; (A) assente dal torneo; (Z#) Zona gruppo Coppa Davis/Fed Cup (con indicazione numero); (PO) play-off Coppa Davis o Fed Cup; vinto un (O) oro, (F-A) argento o (SF-B) bronzo ai Giochi Olimpici; (ND) torneo non disputato.
 Aggiornati al 17 marzo 2025.
| Torneo                             | 2013            | 2014            | 2015            | 2016            | 2017            | 2018            | 2019            | 2020            | 2021            | 2022            | 2023            | 2024            | 2025 | Titoli      | V-S         |
| Tornei Grande Slam                 |                 |                 |                 |                 |                 |                 |                 |                 |                 |                 |                 |                 |      |             |             |
| Australian Open                    | A               | A               | 1T              | 1T              | 1T              | 1T              | 4T              | 1T              | 2T              | A               | 1T              | 1T              | 1T   | 0 / 10      | 4-10        |
| Roland Garros                      | A               | A               | 3T              | 3T              | 2T              | 3T              | 3T              | 2T              | A               | 2T              | 3T              | 1T              |      | 0 / 9       | 12-9        |
| Wimbledon                          | A               | Q1              | 2T              | 1T              | 1T              | 1T              | A               | ND              | A               | A               | 1T              | 2T              |      | 0 / 6       | 2-6         |
| US Open                            | A               | 2T              | 1T              | 1T              | 3T              | 4T              | 2T              | QF              | A               | 2T              | 1T              | 1T              |      | 0 / 10      | 12-9        |
| Vittorie-Sconfitte                 | 0-0             | 1-1             | 3-4             | 2-4             | 3-4             | 5-4             | 6-2             | 4-3             | 1-1             | 2-2             | 2-4             | 1-4             | 0-1  | 0 / 35      | 30-34       |
| Coppa Davis singolare              |                 |                 |                 |                 |                 |                 |                 |                 |                 |                 |                 |                 |      |             |             |
| Coppa Davis                        | PO              | PO              | 1T              | F               | A               | V               | RR              | ND              | A               | SF              | RR              | A               |      | 1 / 8       | 16-9        |
| Giochi Olimpici                    |                 |                 |                 |                 |                 |                 |                 |                 |                 |                 |                 |                 |      |             |             |
| Giochi Olimpici                    | Non disputati   | Non disputati   | Non disputati   | 1T              | Non disputati   | Non disputati   | Non disputati   | Non disputati   | A               | ND              | ND              | A               | ND   | 0 / 1       | 0-1         |
| ATP World Tour Finals / ATP Finals |                 |                 |                 |                 |                 |                 |                 |                 |                 |                 |                 |                 |      |             |             |
| ATP Finals                         | Non qualificato | Non qualificato | Non qualificato | Non qualificato | Non qualificato | Non qualificato | Non qualificato | Non qualificato | Non qualificato | Non qualificato | Non qualificato | Non qualificato |      | 0 / 0       | 0-0         |
| ATP World Tour Masters 1000        |                 |                 |                 |                 |                 |                 |                 |                 |                 |                 |                 |                 |      |             |             |
| Indian Wells                       | A               | A               | 2T              | 3T              | 1T              | SF              | 2T              | ND              | A               | 1T              | 2T              | 2T              | A    | 0 / 8       | 9-8         |
| Miami                              | A               | A               | 2T              | 1T              | 3T              | QF              | QF              | ND              | A               | 2T              | 2T              | A               |      | 0 / 7       | 10-7        |
| Monte Carlo                        | A               | A               | 1T              | 1T              | 1T              | 2T              | QF              | ND              | A               | 1T              | 1T              | 2T              |      | 0 / 8       | 5-8         |
| Madrid                             | A               | A               | A               | 2T              | QF              | 3T              | 1T              | ND              | A               | 1T              | SF              | 2T              |      | 0 / 7       | 11-7        |
| Roma                               | A               | A               | Q2              | 1T              | A               | 1T              | 3T              | 2T              | A               | 1T              | QF              | 1T              |      | 0 / 7       | 6-7         |
| Montréal / Toronto                 | A               | A               | 1T              | 2T              | 2T              | 2T              | 2T              | ND              | A               | 1T              | 1T              | 2T              |      | 0 / 8       | 5-8         |
| Cincinnati                         | A               | A               | 2T              | QF              | 1T              | 2T              | 1T              | 2T              | A               | V               | 2T              | Q1              |      | 1 / 8       | 13-7        |
| Shanghai                           | A               | A               | 2T              | A               | Q1              | F               | 1T              | Non disputato   | Non disputato   | Non disputato   | A               | Q1              |      | 0 / 3       | 6-3         |
| Parigi                             | A               | A               | 2T              | A               | 2T              | 3T              | 3T              | 2T              | A               | 1T              | A               | A               |      | 0 / 6       | 4-6         |
| Statistiche Carriera               |                 |                 |                 |                 |                 |                 |                 |                 |                 |                 |                 |                 |      |             |             |
| Finali                             | 0               | 0               | 0               | 2               | 1               | 2               | 1               | 1               | 0               | 1               | 0               | 1               | 0    | 9           | 9           |
| Titoli                             | 0               | 0               | 0               | 0               | 1               | 1               | 0               | 0               | 0               | 1               | 0               | 0               | 0    | 3           | 3           |
| Vittorie-Sconfitte                 | 0-2             | 7-6             | 26-28           | 22-24           | 24-26           | 40-20           | 27-22           | 16-12           | 6-3             | 20-13           | 22-19           | 12-19           | 1-3  | 223-197     | 223-197     |
| Vittorie (%)                       | 0%              | 54%             | 48%             | 48%             | 48%             | 67%             | 55%             | 58%             | 67%             | 61%             | 54%             | 39%             | 25%  | 53%         | 53%         |
| Ranking di fine anno               | 303             | 102             | 44              | 48              | 48              | 12              | 28              | 24              | 73              | 26              | 37              | 90              |      | $12 817 732 | $12 817 732 |

### Vittorie contro giocatori top-10
| Anno      | 2014 | 2015 | 2016 | 2017 | 2018 | 2019 | 2020 | 2021 | 2022 | 2023 | 2024 | Totale |
| --------- | ---- | ---- | ---- | ---- | ---- | ---- | ---- | ---- | ---- | ---- | ---- | ------ |
| Vittorie' | 1    | 1    | 1    | 3    | 6    | 0    | 2    | 0    | 4    | 0    | 1    | 19     |

| #    | Giocatore             | Rank | Evento                            | Superficie  | Turno | Punteggio                     |
| ---- | --------------------- | ---- | --------------------------------- | ----------- | ----- | ----------------------------- |
| 2014 |                       |      |                                   |             |       |                               |
| 1    | Rafael Nadal          | 3    | Swiss Indoors, Basilea            | Cemento (i) | QF    | 6–2, 7–6(4)                   |
| 2015 |                       |      |                                   |             |       |                               |
| 2    | Andy Murray           | 3    | Dubai Tennis Championships, Dubai | Cemento     | QF    | 6–1, 6–3                      |
| 2016 |                       |      |                                   |             |       |                               |
| 3    | Rafael Nadal          | 5    | Cincinnati Open, Cincinnati       | Cemento     | 3T    | 6–1, 6–3                      |
| 2017 |                       |      |                                   |             |       |                               |
| 4    | Dominic Thiem         | 8    | Miami Open, Miami                 | Cemento     | 2T    | 6–1, 7–5                      |
| 5    | Andy Murray           | 1    | Madrid Open, Madrid               | Terra       | 3T    | 6–3, 6–3                      |
| 6    | Alexander Zverev      | 6    | US Open, New York                 | Cemento     | 2T    | 3–6, 7–5, 7–6(1), 7–6(4)      |
| 2018 |                       |      |                                   |             |       |                               |
| 7    | Pablo Carreño Busta   | 10   | Qatar Open, Doha                  | Cemento     | 1T    | 5–7, 6–2, 7–6(8)              |
| 8    | Kevin Anderson        | 9    | Indian Wells Open, Indian Wells   | Cemento     | QF    | 2–6, 6–4, 7–6(3)              |
| 9    | Alexander Zverev      | 3    | Halle Open, Halle                 | Erba        | 1T    | 6–1, 6–4                      |
| 10   | Roger Federer         | 1    | Halle Open, Halle                 | Erba        | F     | 7–6(6), 3–6, 6–2              |
| 11   | Juan Martín del Potro | 4    | Shanghai Masters, Shanghai        | Cemento     | 3T    | 7–5, rit.                     |
| 12   | Roger Federer         | 2    | Shanghai Masters, Shanghai        | Cemento     | SF    | 6–4, 6–4                      |
| 2020 |                       |      |                                   |             |       |                               |
| 13   | Dominic Thiem         | 4    | ATP Cup, Sydney                   | Cemento     | RR    | 7–6(4), 2–6, 6–3              |
| 14   | Stefanos Tsitsipas    | 6    | US Open, New York                 | Cemento     | 3T    | 6(2)–7, 6–4, 4–6, 7–5, 7–6(4) |
| 2022 |                       |      |                                   |             |       |                               |
| 15   | Rafael Nadal          | 3    | Cincinnati Open, Cincinnati       | Cemento     | 2T    | 7–6(9), 4–6, 6–3              |
| 16   | Félix Auger-Aliassime | 9    | Cincinnati Open, Cincinnati       | Cemento     | QF    | 6–4, 6–4                      |
| 17   | Stefanos Tsitsipas    | 7    | Cincinnati Open, Cincinnati       | Cemento     | F     | 7–6(0), 6–2                   |
| 18   | Stefanos Tsitsipas    | 5    | Vienna Open, Vienna               | Cemento (i) | 2T    | 4–6, 6–4, 7–6(4)              |
| 2024 |                       |      |                                   |             |       |                               |
| 19   | Holger Rune           | 7    | Open Sud de France, Montpellier   | Cemento (i) | SF    | 6–3, 4–1, rit.                |